# Primož Roglič
Primož Roglič (Zagorje ob Savi, 29 de outubro de 1989) é um ciclista esloveno que compete para a equipa Red-Bull Bora Hansgrohe
Iniciou a sua corrida desportiva como saltador de esqui até 2011, quando se dedicou por completo ao ciclismo. Cómodo nas provas contrarrelógio e montanha, é um especialista em corridas por etapas.
Tem ganhado muitas corridas por etapas numa semana: a Volta ao País Basco de 2018, o Volta à Romandia em 2018 e 2019, o UAE Tour 2019 e a Tirreno-Adriático de 2019. Nas Grandes Voltas, tem conseguido ao menos três vitórias de etapa e subir ao pódio na cada uma delas e a vitória na classificação geral da Volta a Espanha em 2019 e 2020 e 2021 anos nos que ademais ganhou a classificação por pontos.

## Biografia

### Corrida como saltador de esqui
Primož Roglič nasceu em Jugoslávia, em Zagorje ob Savi, um antigo povo mineiro. Começou a saltar e a esquiar aos oito anos. Competiu desde 2003 na copa continental masculina de saltos de esqui. Em 2006, ganhou com a equipa esloveno a medalha de prata da concorrência por equipas no Campeonato Mundial Juvenil de Saltos de Esqui. Ganhou a medalha de ouro na mesma disciplina no ano seguinte com Jurij Tepeš, Mitja Mežnar e Robert Hrgota. Deteve sua corrida em 2011 ao conseguir cinco pódios na copa continental masculina de saltos de esqui, incluídas duas vitórias.

### Corrida ciclista

#### Corrida amador
Autor de uma muito boa temporada de ciclismo amador em 2012 em Eslovénia, uniu-se à equipa de Adria Mobil após ter superado uma prova de esforço. Fez uma boa temporada de 2013, obtendo como principais resultados o décimo lugar no Campeonato da Eslovénia de Ciclismo em Estrada e a decimoquinta posição no Volta à Eslovénia. Ao ano seguinte, ganhou a segunda etapa do Tour do Azerbaijão e confirmou seu feliz estreia ao vencer sua primeira corrida de um dia, a Croácia-Eslovénia. Este período permitiu-lhe aprender em viagens por toda Europa, em corridas de segundo nível, a mudança de alojamento e reembolso de suas despesas. Disse sobre esses anos: "Não tinha técnica. A principal dificuldade era aprender a montar em pelotão. Ao menos nos cronos posso eleger minhas traçadas."

#### Corrida profissional

##### 2016: primeira etapa no Giro de Itália
Em 2016, assinou para a equipa WorldTour Lotto NL-Jumbo. Brilhou na prova contrarrelógio inaugural de 9,8 km do Giro d'Italia, na que terminou segundo, sendo relegado só por vinte e dois milésimas de segundo pelo especialista neerlandês Tom Dumoulin. Uma semana depois, ganhou a nona etapa do mesmo Giro d'Italia, uma contrarrelógio de 40,4 km. Em agosto, participou em duas corridas de ciclismo dos Jogos Olímpicos de 2016 no Rio de Janeiro. Terminou décimo na contrarrelógio e vigésimo sexto na corrida em estrada. Ao final da temporada, no Campeonato Mundial de Ciclismo em Estrada em Doha, obteve o quinto lugar na contrarrelógio por equipas com o Lotto NL-Jumbo e teve sua primeira participação com sua equipa nacional. Ocupou o vigésimo quarto posto na contrarrelógio individual.

##### 2017: primeira etapa no Tour de France

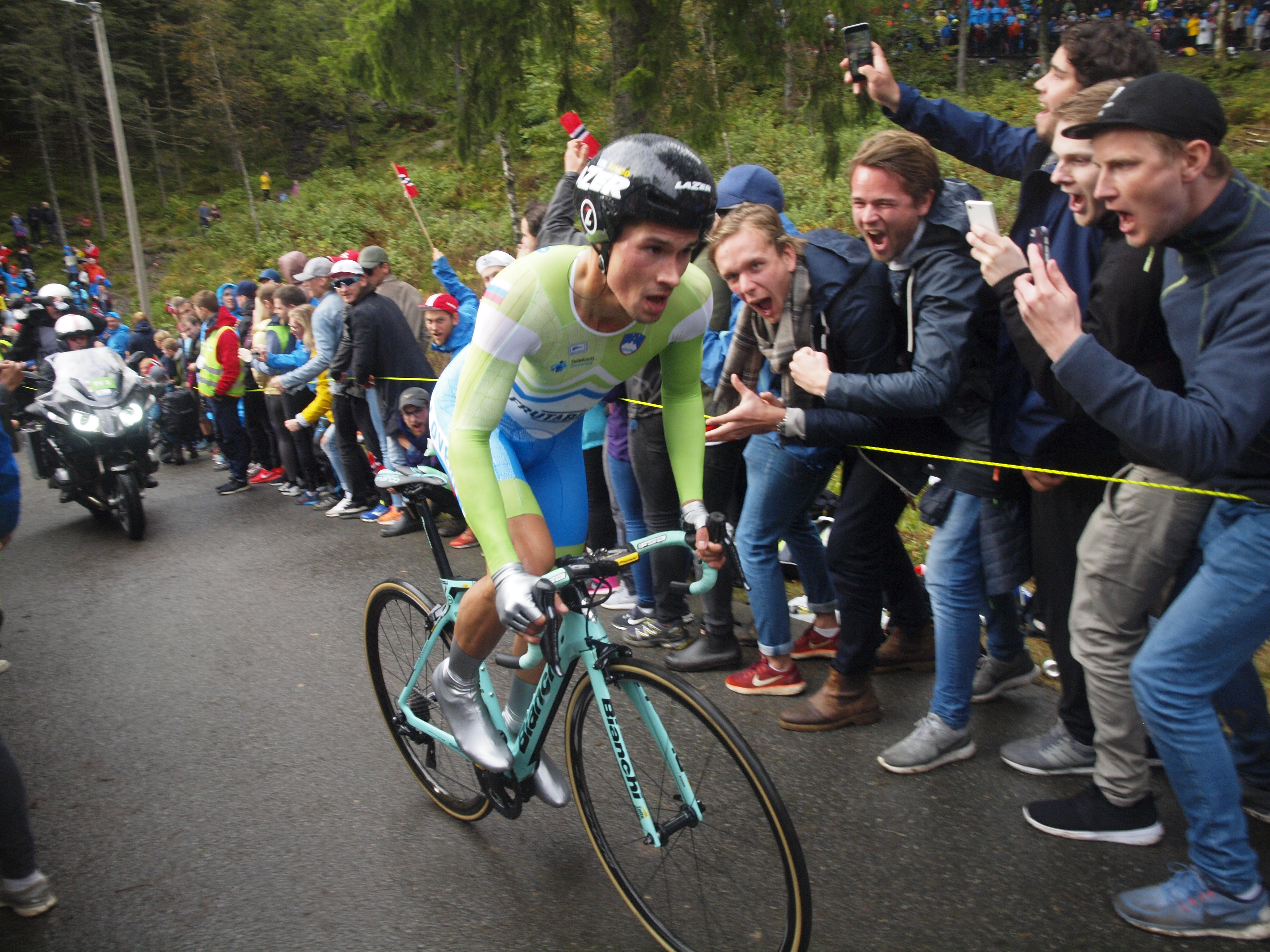
Roglič durante o mundial de 2017.

A princípios de 2017, Primož Roglič ganhou a classificação geral da Volta ao Algarve. Na primavera, ganhou três corridas contrarrelógio. Na Volta ao País Basco, dois dias após ganhar em Bilbau, ganhou a última etapa, uma contrarrelógio, e terminou quinto na geral. No Volta à Romandia, sua vitória no palco contrarrelógio permitiu-lhe atingir o pódio final. Finalmente ganhou o prólogo do Ster ZLM Toer e terminou segundo na general nesta corrida.
Em julho, correu seu primeiro Tour de France. Na primeira etapa, um prólogo contrarrelógio em Düsseldorf, caiu-se e terminou no posto 65.º. Duas semanas depois, converteu-se no primeiro ciclista esloveno em ganhar uma etapa do Tour de France. Presente a uma escapada de uns trinta corredores, passou em cabeça no Col du Télégraphe e depois acelerou na ascensão do Col du Galibier. Primeiro seguiram-no Alberto Contador e Serge Pauwels, depois foi-se só. Passou a cume com uma cómoda vantagem e ganhou só em Serre-Chevalier.
No Campeonato Mundial de Ciclismo em Estrada em Bergen, Noruega, foi o sétimo na contrarrelógio por equipas. Depois, na contrarrelógio individual, ganhou a medalha de prata. Superado por Tom Dumoulin por quase um minuto, ficou por adiante de Christopher Froome por 24 segundos. Foi um dos corredores que elegeu mudar sua bicicleta ao pé do escalada final e conseguir um melhor tempo nela.

##### 2018: vitórias em voltas de uma semana e quarto no Tour de France

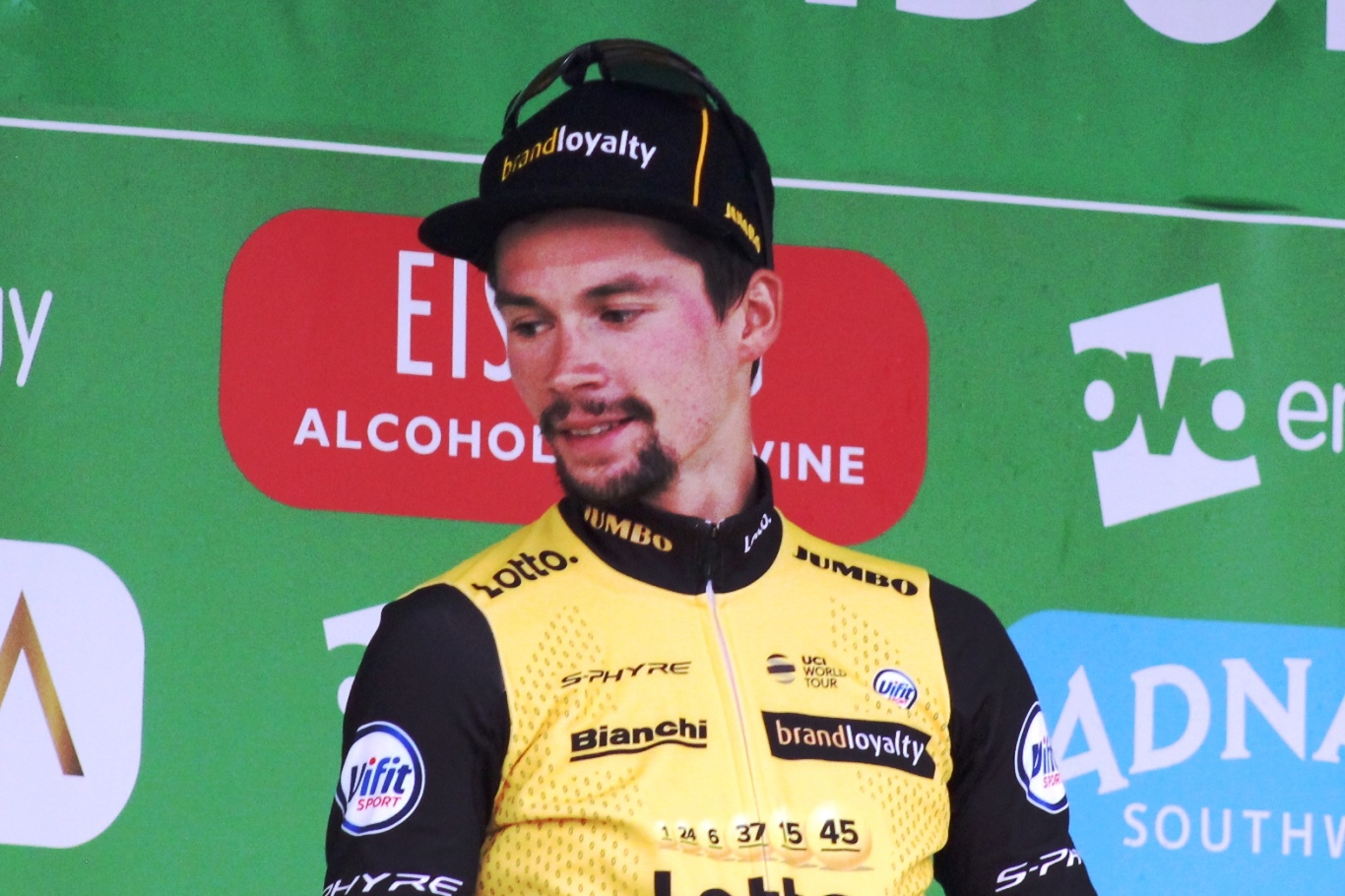
Roglič no pódio final da Volta à Grã-Bretanha de 2018, que finalizou terceiro

Em março de 2018, ganhou uma etapa em solitário em Tirreno-Adriático. Após ganhar uma etapa e a general a Volta ao País Basco, ganhou o Volta à Romandia em frente ao jovem colombiano Egan Bernal. Em preparação para o Tour de France, participou no Volta à Eslovénia, que ganhou bastante por adiante de seu perseguidor, Rigoberto Urán, por quase 2 minutos e além dos seus compatriotas Matej Mohoric e Tadej Pogacar por mais de 4 minutos, ganhando a etapa rainha de palco entre Ljubljana e Kamnik, e ao dia seguinte a contrarrelógio entre Trebnje e Novo Mesto. Também se converteu no segundo ciclista em ganhar mais de uma edição do Volta à Eslovénia, após sua primeira vitória em 2015.
No Tour de France, ganhou em Laruns, deixando atrás aos favoritos nos últimos quilómetros, depois tomou o terceiro lugar na general a expensas de Chris Froome. Ao dia seguinte, no entanto, perdeu um lugar na classificação geral devido a um melhor desempenho de Froome na contrarrelógio. Após este quarto posto no Tour de France, justo por adiante de seu colega Steven Kruijswijk, anunciou seu objectivo de participar na corrida em linha do Campeonato Mundial de Ciclismo em Estrada de Innsbruck e não disputar a contrarrelógio. Depois ocupou o terceiro lugar no Tour da Grã-Bretanha, mas terminou só o 34.º no Campeonato Mundial de Ciclismo em Estrada.

##### 2019: ganhador da Volta a Espanha
Em preparação para o Giro d'Italia, ganhou em sucessão rápida duas corridas por etapas do UCI WorldTour: o UAE Tour e, por um segundo por adiante de Adam Yates, a Tirreno-Adriático. Sempre se beneficiou dos bons resultados da sua equipa durante a contrarrelógio por equipas. Em maio, foi intocable no Volta à Romandia, onde revalidó seu título do ano anterior, ganhando três das seis etapas (e obteve duas pódios mais), a classificação geral e a classificação por pontos. No Giro d'Italia triunfou na etapa prólogo e a contrarrelógio de montanha, finalizando terceiro na classificação geral. Na Volta a Espanha ganhou a contrarrelógio individual e se proclamou vencedor da geral, sendo sua primeira volta de três semanas, além de se levar a classificação dos pontos.

##### 2021: ouro nos Jogos Olímpicos de 2020
Roglič conquistou a medalha de ouro no contrarrelógio do ciclismo em estrada nos Jogos Olímpicos de 2020.

## Palmarés
| - 2014 - 1 etapa do Tour do Azerbaijão - Croácia-Eslovénia - 2015 - Tour do Azerbaijão, mais 1 etapa - Volta à Eslovénia, mais 1 etapa - 1 etapa da Volta ao Lago Qinghai - 2016 - 1 etapa do Giro d'Italia - Campeonato da Eslovénia Contrarrelógio - 2017 - Volta ao Algarve - 2 etapas da Volta ao País Basco - 1 etapa do Volta à Romandia - 1 etapa do Ster ZLM Toer - 1 etapa do Tour de France - 2.º no Campeonato Mundial Contrarrelógio - 2018 - 1 etapa da Tirreno-Adriático - Volta ao País Basco, mais 1 etapa - Volta à Romandia - Volta à Eslovénia, mais 2 etapas - 1 etapa do Tour de France | - 2019 - UAE Tour, mais 1 etapa - Tirreno-Adriático - Volta à Romandia, mais 3 etapas - 3.º no Giro d'Italia, mais 2 etapas - Volta a Espanha , mais 1 etapa e classificação por pontos - Giro de Emília - Três Vales Varesinos - UCI World Ranking - UCI Europe Tour - 2020 - Campeonato da Eslovénia em Estrada - 2.º no Campeonato da Eslovénia Contrarrelógio - Tour de l'Ain, mais 2 etapas - 1 etapa do Critério do Dauphiné - 2.º no Tour de France, mais 1 etapa - Liège-Bastogne-Liège - Volta a Espanha , mais 4 etapas e classificação por pontos - 2021 - 3 etapas da Paris-Nice - Volta ao País Basco, mais 1 etapa - Campeonato Olímpico Contrarrelógio - 2 etapas da Volta a Espanha - 2023 - 1 etapa do Giro d'Italia |

## Resultados

### Grandes Voltas
| Corrida | Corrida         | 2013 | 2014 | 2015 | 2016 | 2017 | 2018 | 2019 | 2020 | 2021 | 2022 |
| ------- | --------------- | ---- | ---- | ---- | ---- | ---- | ---- | ---- | ---- | ---- | ---- |
|         | Giro d'Italia   | —    | —    | —    | 58.º | —    | —    | 3.º  | —    | —    | —    |
|         | Tour de France  | —    | —    | —    | —    | 38.º | 4.º  | —    | 2.º  | Ab.  | Ab.  |
|         | Volta a Espanha | —    | —    | —    | —    | —    | —    | 1.º  | 1.º  | 1.º  |      |

### Voltas menores
| Corrida | Corrida              | 2013 | 2014 | 2015 | 2016 | 2017 | 2018 | 2019 | 2020 | 2021 | 2022 |
| ------- | -------------------- | ---- | ---- | ---- | ---- | ---- | ---- | ---- | ---- | ---- | ---- |
|         | Tour Down Under      | —    | —    | —    | Ab.  | —    | —    | —    | —    | X    | X    |
|         | Paris-Nice           | —    | —    | —    | —    | —    | —    | —    | —    | 15.º | 1.º  |
|         | Tirreno-Adriático    | —    | —    | —    | 52.º | 4.º  | 28.º | 1.º  | —    | —    | —    |
|         | Volta à Catalunha    | —    | —    | —    | 44.º | —    | —    | —    | X    | —    |      |
|         | Volta ao País Basco  | —    | —    | —    | —    | 5.º  | 1.º  | —    | X    | 1.º  |      |
|         | Volta à Romandia     | —    | —    | —    | —    | 3.º  | 1.º  | 1.º  | X    | —    |      |
|         | Critério do Dauphiné | —    | —    | —    | —    | —    | —    | —    | Ab.  | —    |      |
|         | Volta à Polónia      | —    | —    | —    | 22.º | —    | —    | —    | —    | —    |      |
|         | BinckBank Tour       | —    | —    | —    | 18.º | —    | —    | —    | —    | —    |      |

### Clássicas, Campeonatos e Jogos Olímpicos
| Corrida                   | Corrida                   | 2013            | 2014            | 2015            | 2016 | 2017            | 2018            | 2019            | 2020            | 2021 | 2022 |
| ------------------------- | ------------------------- | --------------- | --------------- | --------------- | ---- | --------------- | --------------- | --------------- | --------------- | ---- | ---- |
| Strade Bianche            | Strade Bianche            | —               | —               | —               | 74.º | 35.º            | 48.º            | —               | —               | —    | —    |
|                           | Milão-Sanremo             | —               | —               | —               | —    | 67.º            | —               | —               | —               | —    |      |
| Amstel Gold Race          | Amstel Gold Race          | —               | —               | —               | —    | —               | —               | —               | —               | 69.º |      |
| Flecha Valona             | Flecha Valona             | —               | —               | —               | —    | —               | —               | —               | —               | 2.º  |      |
|                           | Liège-Bastogne-Liège      | —               | —               | —               | —    | —               | —               | —               | 1.º             | 13.º |      |
| Clássica de San Sebastián | Clássica de San Sebastián | —               | —               | —               | —    | 21.º            | Ab.             | —               | X               | —    |      |
|                           | Giro de Lombardia         | —               | —               | —               | —    | 40.º            | 17.º            | 7.º             | —               | 4.º  |      |
| JO. (Rota)                | JO. (Rota)                | Não se disputou | Não se disputou | Não se disputou | 26.º | Não se disputou | Não se disputou | Não se disputou | Não se disputou | 28.º |      |
| JO. (CRI)                 | JO. (CRI)                 | Não se disputou | Não se disputou | Não se disputou | 10.º | Não se disputou | Não se disputou | Não se disputou | Não se disputou | 1.º  |      |
| Mundial em Estrada        | Mundial em Estrada        | —               | —               | —               | —    | 121.º           | 34.º            | Ab.             | 6.º             | 48.º |      |
| Mundial Contrarrelógio    | Mundial Contrarrelógio    | —               | —               | —               | 24.º | 2.º             | —               | 12.º            | —               | —    |      |
| Europeu Contrarrelógio    | Europeu Contrarrelógio    | —               | —               | —               | 7.º  | —               | —               | —               | —               | —    |      |
| Eslovénia em Estrada      | Eslovénia em Estrada      | 10.º            | 4.º             | 7.º             | 5.º  | 5.º             | —               | 4.º             | 1.º             | —    |      |
| Eslovénia Contrarrelógio  | Eslovénia Contrarrelógio  | —               | —               | —               | 1.º  | —               | —               | —               | 2.º             | —    |      |

—: Não participa

Ab.: Abandona

X: Não se disputou

## Prêmios e reconhecimentos
- Bicicleta de Ouro 2020

## Equipas
- Adria Mobil (2013-2015)
- Jumbo (2016-presente)
  - LottoNL-Jumbo (2016-2018)
  - Team Jumbo-Visma (2019-)